# Hervé Godignon
Hervé Godignon, född den 22 april 1952 i Paris i Frankrike, är en fransk ryttare.
Han tog OS-brons i lagtävlingen i hoppning i samband med de olympiska ridsporttävlingarna 1992 i Barcelona.